# Biserica de lemn din Borgund

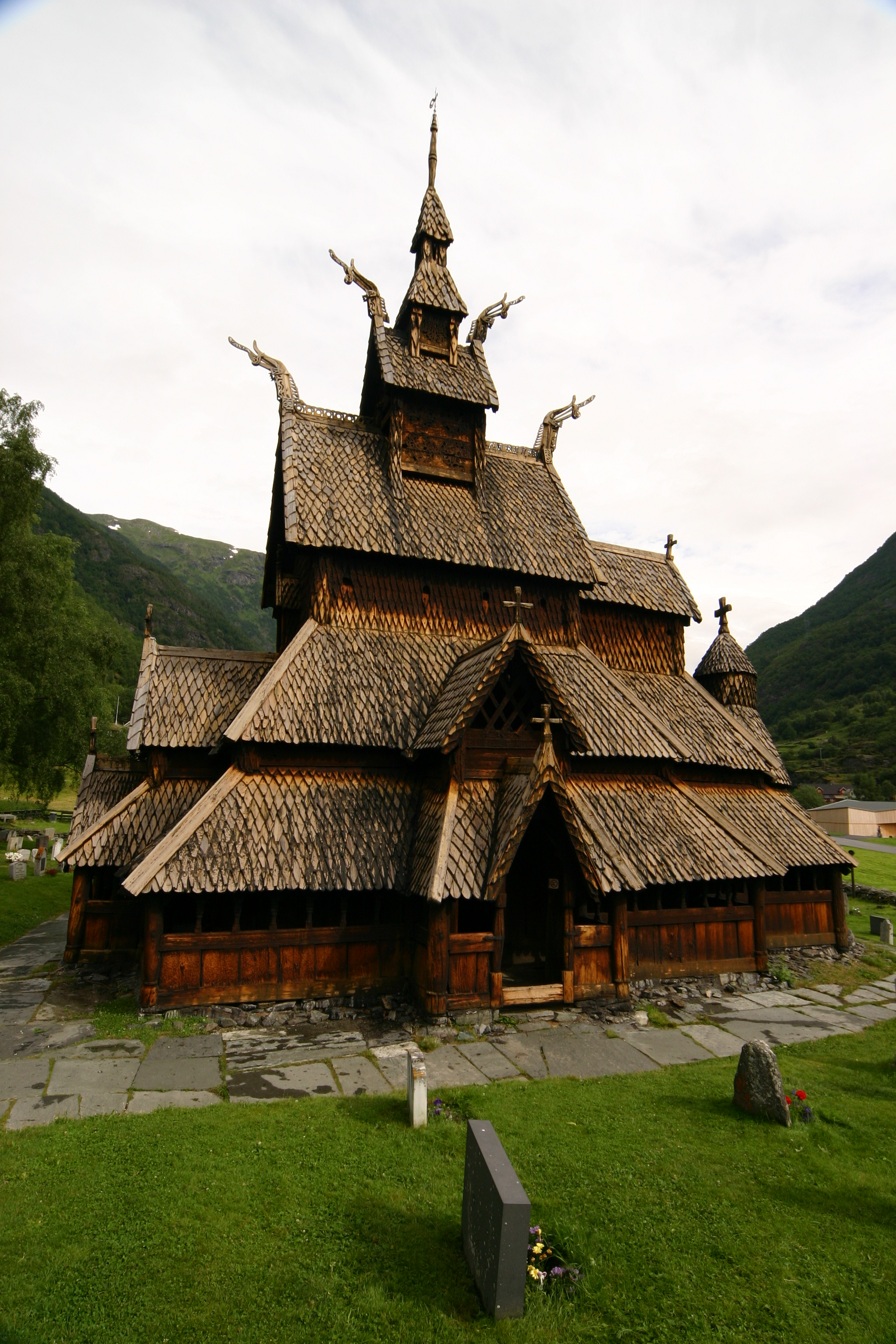
.Biserica de lemn din Borgund

Biserica de lemn din Borgund este o biserică evanghelică-luterană, situată în satul Borgund din Norvegia. Este una dintre primele biserici scandinave și una dintre cele mai bine conservate, datând din secolul al XII-lea.

## Istorie
Biserica a fost construită între anii 1180-1250 în stilul stavkirke. Planul ei este în cruce greacă, fiind asemănătoare ca formă unei corăbii vikinge. Pe pereții bisericii există mai multe inscripții runice ce transmit mesaje precum Liturghia Sfântului Olaf sau Ave Maria. De asemenea există și elemente de influență păgână, precum dragoni sau lupi sculptați. Inițial biserică romano-catolică, a devenit biserică evanghelică-luterană după Reforma Protestantă din secolul al XVI-lea. În 1877 a fost cumpărată de către o societate de conservare a monumentelor, primul ei ghid informativ în limba engleză fiind publicat în 1898. În prezent există o altă biserică din anul 1868 folosită pentru slujbe, în timp ce vechea biserică este muzeu.

## Galerie de imagini

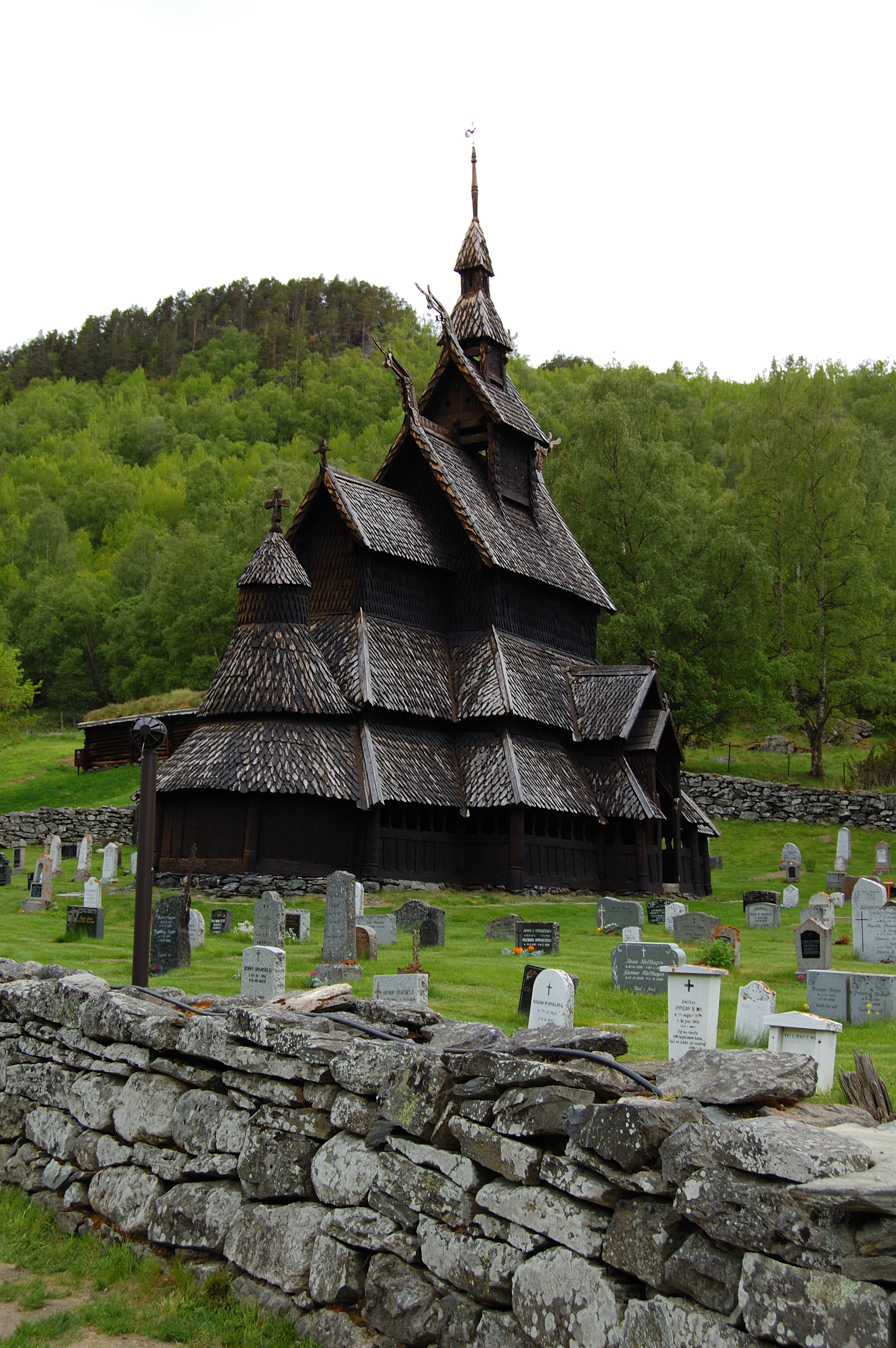
Biserica.
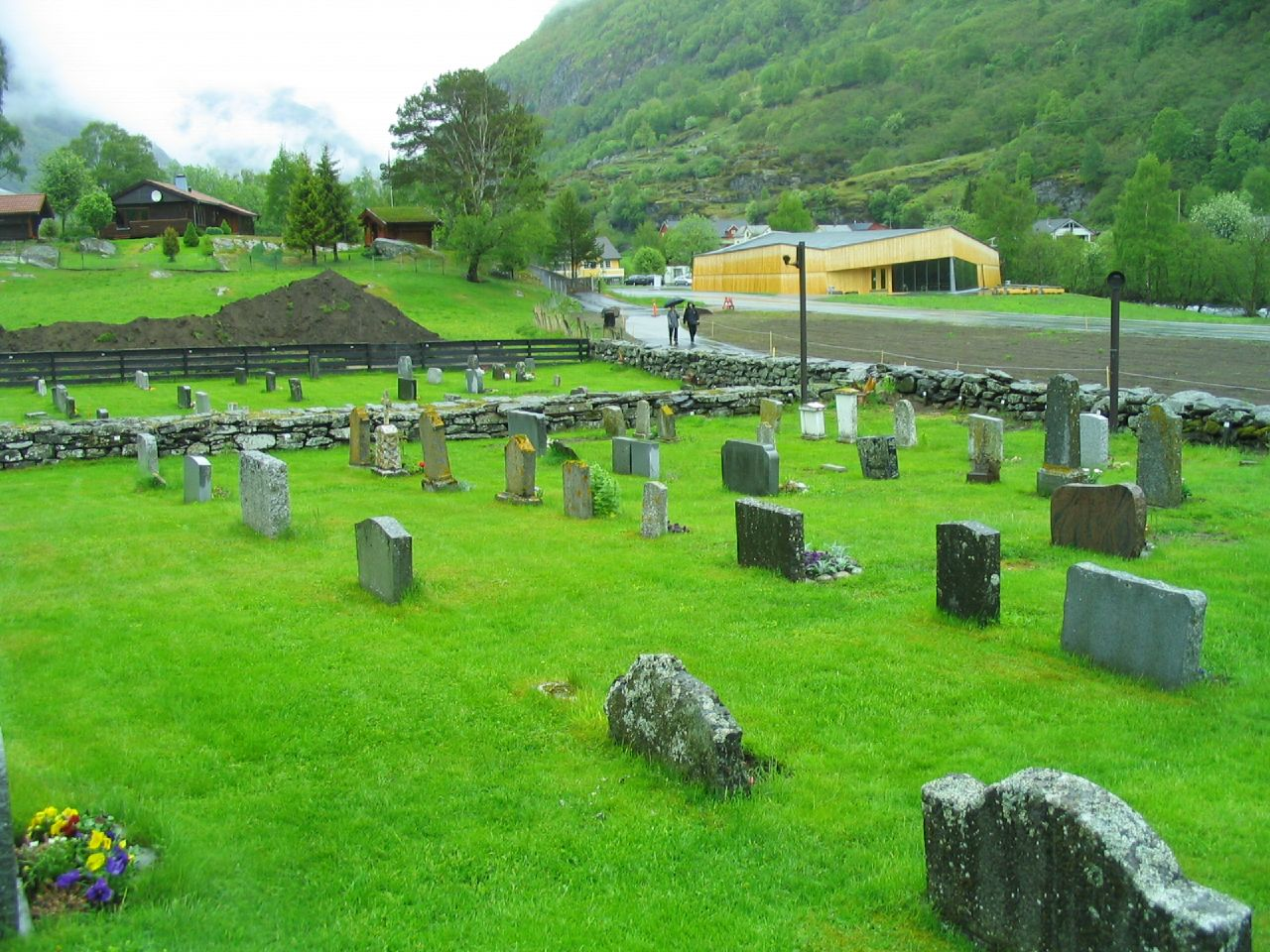
Cimitirul.
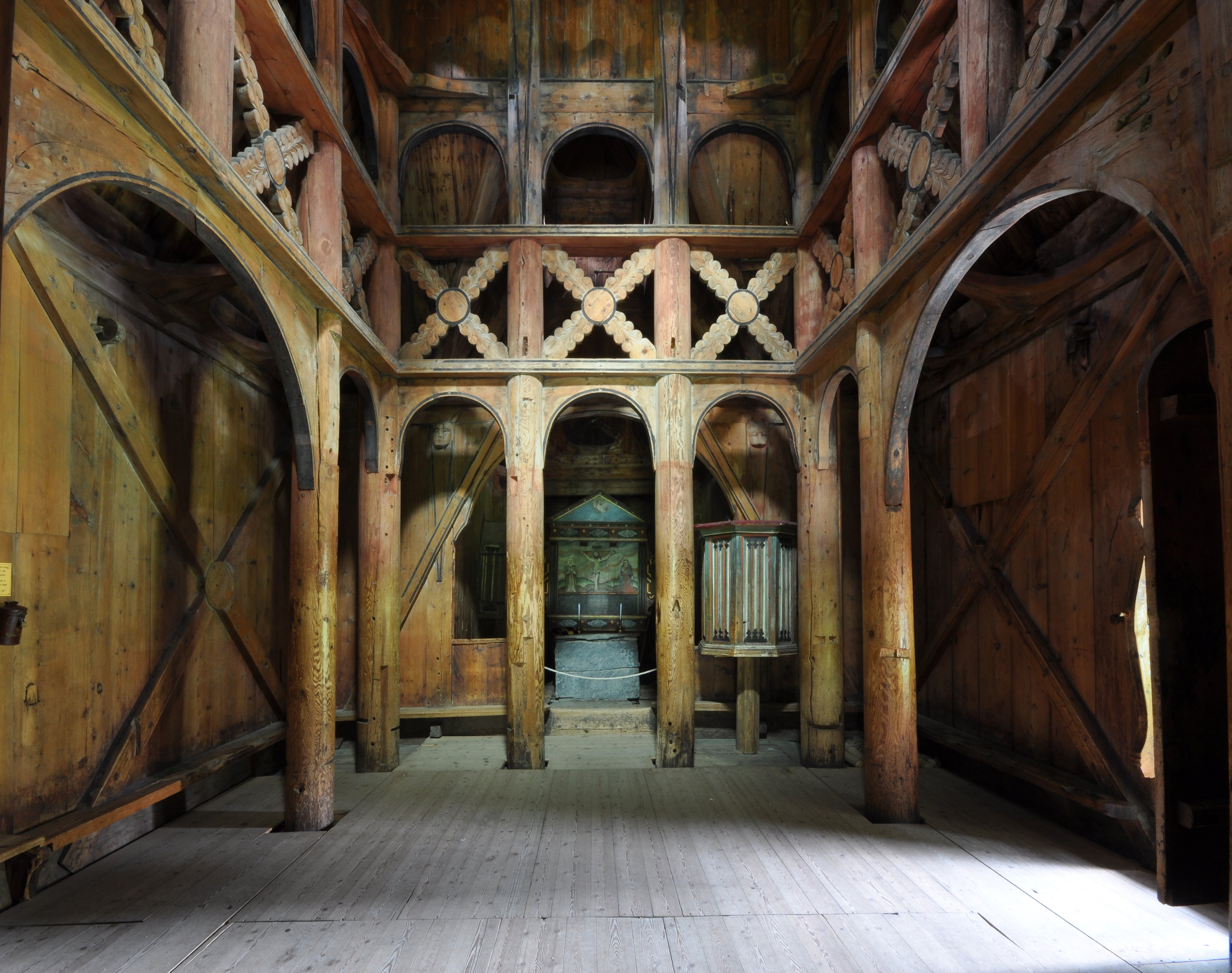
Interiorul.
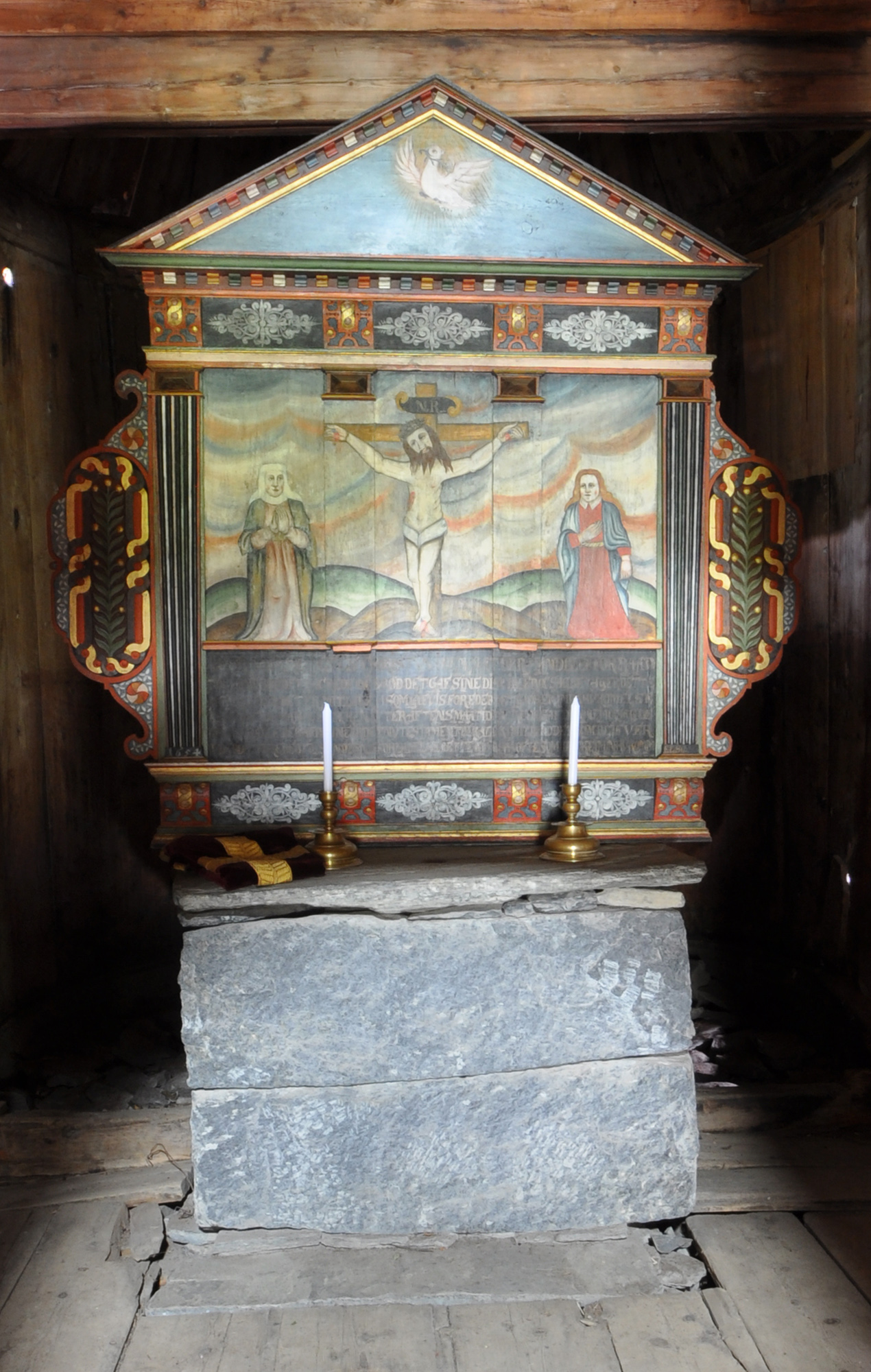
Altarul.
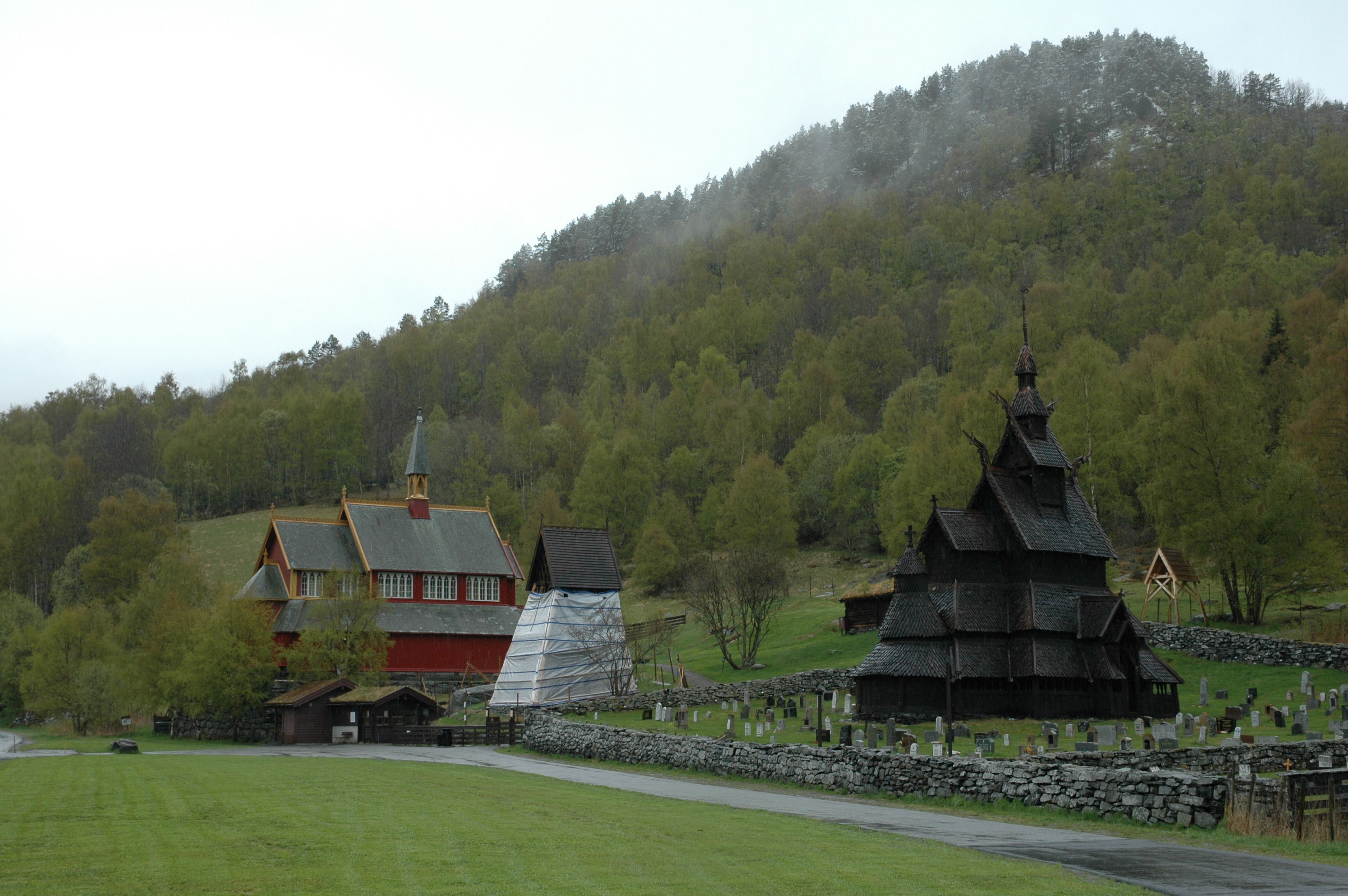
Noua şi vechea biserică.